# 永恒天父圣殿 (特林达德)
永恒天父圣殿 (英语：Basilica of the Eternal Father) 是一座罗马天主教宗座圣殿，位于巴西戈亚斯州特林达迪。这是世界上唯一一座献给永恒天父的宗座圣殿。
1943年，当时的戈亚斯总主教 Don Emanuel Gomes de Oliveira为新教堂奠基。

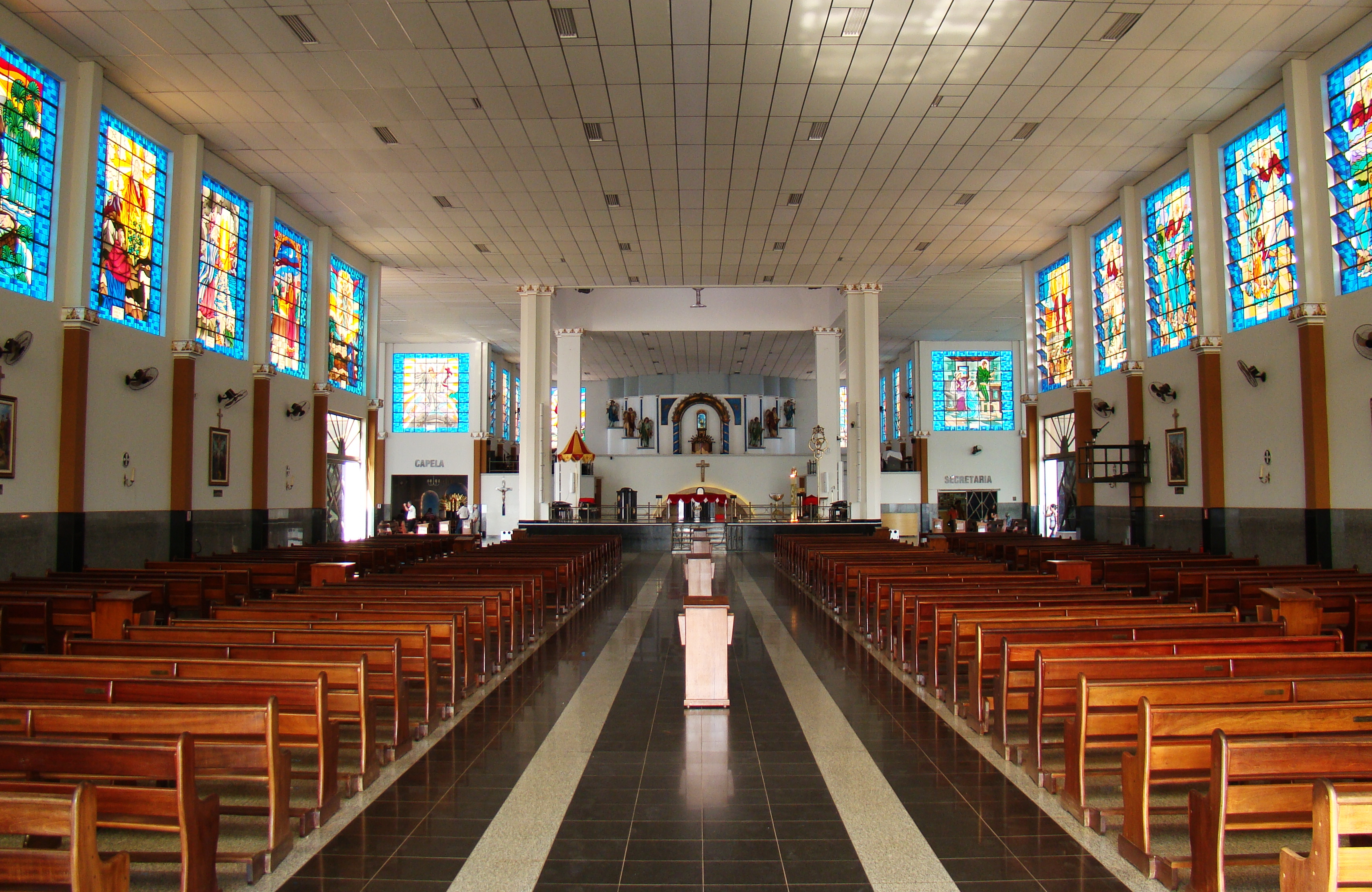
内景

2006年，本笃十六世将该堂升格为宗座圣殿。